# Андраш Харгітай
Андраш Харгітай (угор. András Hargitay, 17 березня 1956) — угорський плавець.
Призер Олімпійських Ігор 1972 року, учасник 1976, 1980 років.
Чемпіон світу з водних видів спорту 1973, 1975 років, призер 1978 року.
Чемпіон Європи з водних видів спорту 1974, 1977 років.
Переможець літньої Універсіади 1977 року.